# Jelena Nikolajewna Bazewitsch
Jelena Nikolajewna Bazewitsch, verheiratete Lukjantschuk (russisch Елена Николаевна Бацевич, jetzt Лукьянчук; * 28. April 1968 in Talatschyn, damals Oblast Witebsk in der Weißrussischen Sozialistischen Sowjetrepublik der Sowjetunion) ist eine frühere sowjetische Biathletin.

## Leben
Jelena Bazewitsch ist Verdienter Meister des Sports der UdSSR. Sie trainierte ab 1979 im Jugendsportklub Костёр (Funkenfeuer) unter B. Tichonow. 1985 begann sie mit dem Biathlonsport. Sie wurde 1986 russische Meisterin und feierte 1989 einen Weltcupsieg. Das international erfolgreichste Jahr ihrer Karriere war 1990. Bei den Biathlon-Weltmeisterschaften 1990 wurde sie zweifache Weltmeisterin. Gemeinsam mit Jelena Golowina, Swetlana Paramygina und Swetlana Dawydowa siegte sie in Oslo im Mannschaftswettbewerb. Auch mit der Staffel der UdSSR war sie erfolgreich, über die 3 × 7,5-km-Distanz liefen Bazewitsch, Golowina und Dawydowa zum Sieg. Zwei Wochen vorher in Minsk hatte sie im Einzel über 15 km den siebten Platz belegt. Wegen der Schneeverhältnisse waren die anderen Wettkämpfe nach Oslo verlegt worden.
Bazewitsch schloss ihr Sportstudium an der Сибирский государственный университет физической культуры и спорта (СибГУФК) (Sibirische Staatliche Universität für Körperkultur und Sport) in Omsk 1995 ab. Sie ist verheiratet und trägt heute den Namen Lukjantschuk. Bazewitsch lebt in Omsk, wo sie beim Amt für Leibeserziehung und Sport des städtischen Rajons arbeitet.